# Reden (Pattensen)

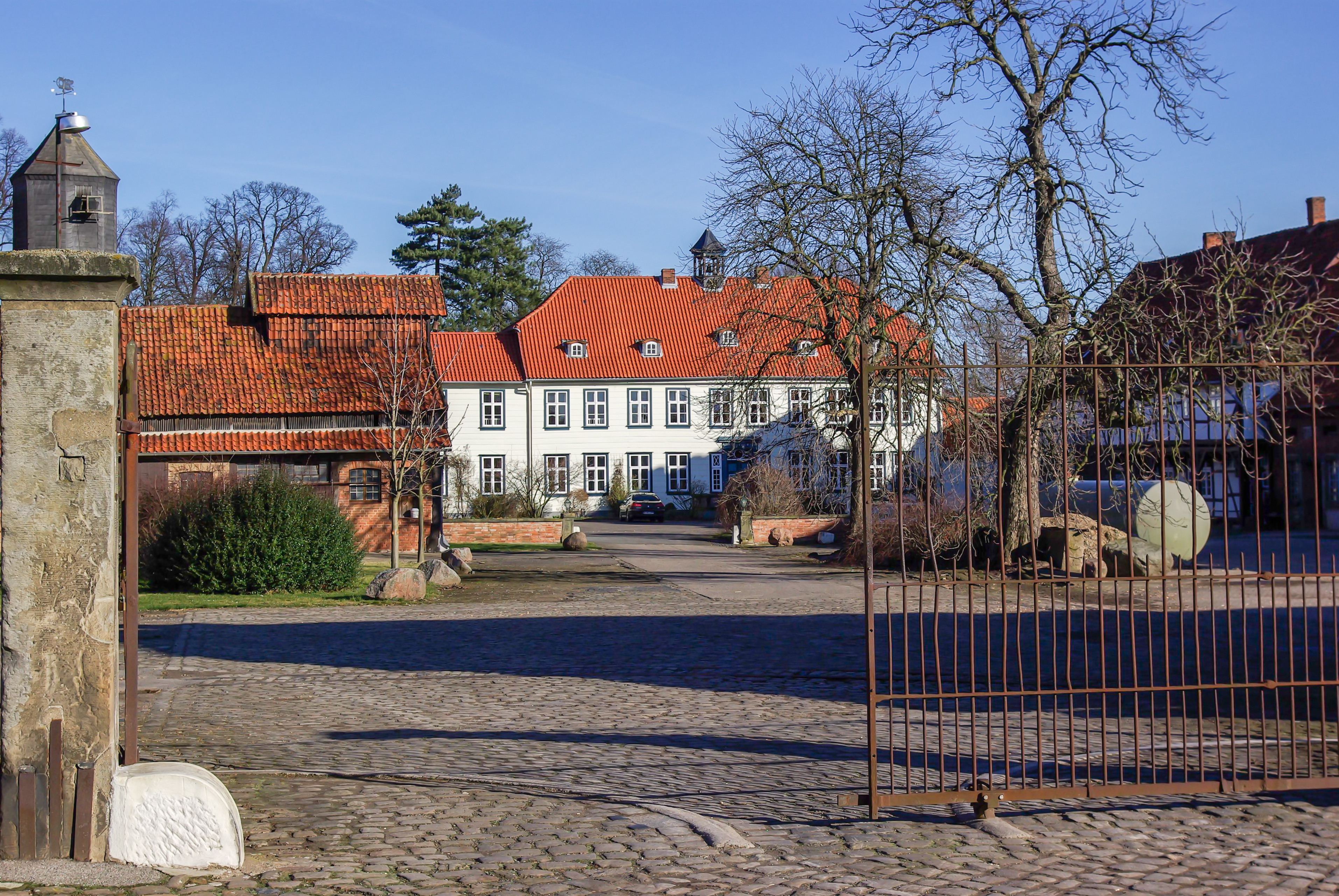
Das Gut

Reden ist ein Ortsteil der Stadt Pattensen in Niedersachsen. Das Dorf liegt im Calenberger Land nördlich von Pattensen und Koldingen an der K223 und an der K224 nach Harkenbleck.

## Geschichte
Um 1230 wurde die Burg Reden erbaut, der Stammsitz der Familie von Reden. Das heutige Rittergut steht teilweise auf den Resten der ehemaligen Burg Reden.
Am 1. März 1974 wurde Reden in die Stadt Pattensen eingegliedert.

## Politik
Ortsvorsteherin ist Edeltraut Ruppelt-Czybulka (SPD).
Das Redener Mitglied des Rates der Stadt Pattensen ist Matthias Friedrichs. Er erhielt 45,4 % der direkt abgegebenen Stimmen aus Reden.

## Wappen
Das Wappen wurde am 28. November 1961 durch das Regierungspräsidium Hannover genehmigt.
Blasonierung: „Dreimal von Rot und Silber geteilt, belegt mit einem Maueranker in verwechselten Farben.“
Der damalige Besitzer des Ritterguts, Wulbrand von Reden, hatte zugestimmt, dass das Wappen seines Geschlechts für das Gemeindewappen ausgewertet werden dürfe. Das für den Ort erfreuliche Zugeständnis ist zugleich auch ehrend für das mit der Ortsgeschichte aufs Engste verbundene Gerichts- und Gutsherrengeschlecht. Der das Wappen dominierende Maueranker ist ein nur selten verwendetes Symbol der heraldischen Terminologie. Die verbindende Kraft des Mauerankers, hier von oben bis unten den Schild füllend, soll die Einheit des Dorfes und Gutes und die Eintracht seiner Einwohner betonen.
Das Wappen wurde vom Heraldiker Alfred Brecht gestaltet.

## Kultur und Sehenswürdigkeiten
- Die Kapelle in Reden befindet sich in Privatbesitz.
- Das Rittergut Reden, das um 1227 erstmalige Erwähnung fand, befindet sich bis heute im Besitz der Familie von Reden und ist eng verbunden mit dem Ort Reden.[6]

## Baudenkmäler
Siehe Liste der Baudenkmale in Reden